# 運通泰集團
運通泰集團有限公司（Winton Holdings (Bermuda) Limited；當時股票代號為0510.HK）是一家曾在香港交易所上市的金融公司，於1991年根據百慕達1981年公司法於百慕達註冊成立之投資控股公司，主要從事計程車及小巴貸款、汽車零件貿易業務，亦曾營運酒樓。現成為大眾金融控股旗下公司。

## 歷史
運通泰原本的東主是黃兆麟。1976年該公司的士部（計程車業務）因打算全面轉為租車制，引發勞資糾紛。據1987年的報道，主要業務是計程車及小巴貸款、汽車零件貿易。
1982-1989年何發全從花旗銀行轉投運通泰，負責開拓在珠海的合資業務。
曾在旺角、太古城及灣仔等地經營運通泰酒樓及運城大酒樓，已全線結業。
運通泰集團在1980年代後期開始籌備上市，直至1991年成功在香港交易所上市。2000年被大眾金融控股收購，2002年後把本公司私有化退出本港股市。
據2010年的報道，被認為的士牌照持有量在香港排行第二。

## 外部連結
- 運通泰財務 www.wintongroup.com.hk